# Schloss La Granja

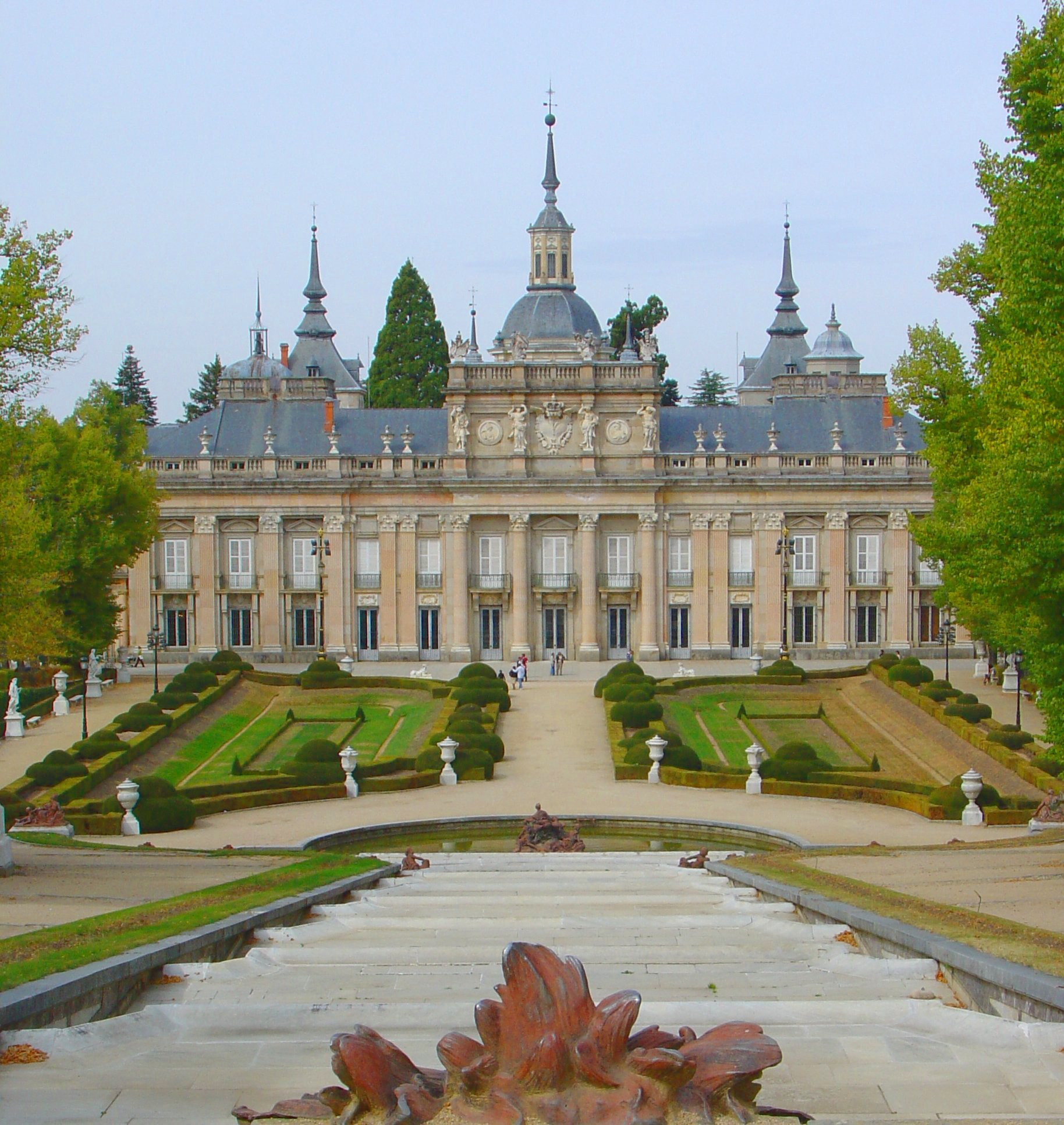
Das Königliche Schloss La Granja

Das Königliche Schloss La Granja de San Ildefonso (spanisch Palacio Real de La Granja de San Ildefonso) ist eine ehemalige Sommerresidenz der spanischen Könige. Es liegt in Real Sitio de San Ildefonso in der Region Segovia, ca. 60 Kilometer nordwestlich von Madrid. Die Anlage gilt als spanisches Versailles.

## Das Schloss
An der Stelle des Schlosses befand sich seit dem späten Mittelalter eine kleine Wallfahrtskapelle, die dem Heiligen Ildefons (span. „San Ildefonso“) gewidmet war. Betreut wurde sie von den Hieronymitenmönchen, die hier zudem ein Kloster führten. Zu diesem Kloster gehörte später ein kleines Landhaus (span. granja), in dem Philipp V. einmal beherbergt wurde und der sich dort in die Landschaft verliebte. 1720 kaufte der König den Hieronymitenmönchen die Ländereien um das Kloster und das Landhaus ab und begann mit den Planungen für den Bau eines Schlosses.
Anfangs wurde ein einfaches vierflügeliges Schloss um den ehemaligen Kreuzgang des Klosters errichtet, das durch Teodoro Adremáns ausgeführt wurde. In dieses Hauptgebäude wurde die künftige Schlosskirche rückwärts zum Corps de Logis integriert, sodass sie die gegenseitige Fassade zur Gartenseite bildete. 1723 waren die Arbeiten so weit vorangeschritten, dass das Königspaar seine neue Residenz beziehen konnte. Bereits um 1724 erschien dem König sein neues Schloss zu klein und es wurden in den folgenden Jahren insgesamt vier Flügel, jeweils zwei links und zwei rechts des Hauptgebäudes, angefügt, welche die Breite des Schlosses auf der Gartenseite nun auf 153 Meter erweiterten und dem Grundriss des Gebäudes die ungefähre Gestalt eines großen H verliehen. Die durch die neuen Anbauten entstehenden Ehrenhöfe wurden gemäß ihrer Nutzung bzw. Form bald als Kutschenhof und Hufeisenhof bezeichnet.
1734 wurde der italienische Architekt Filippo Juvarra an den spanischen Hof beordert. Er hatte zuvor die Planungen für den Neubau des durch einen Brand zerstörten Schlosses Madrid geleitet. Für das Schloss La Granja überarbeitete er die Fassaden und gab ihnen das heutige Aussehen.
Die Anlage wurde in den folgenden Jahrhunderten ständig umgebaut, erweitert und mit Nebengebäuden vergrößert; das Schloss war immer wieder durch die Bourbonen bewohnt und gehörte lange zu den beliebtesten Residenzen des Königshauses. Aufgrund seiner Lage in mehr als 1.200 Metern Höhe über dem Meeresspiegel waren die Sommer hier frischer als in der Hauptstadt. Auch der Diktator Francisco Franco suchte das Schloss regelmäßig auf.
Im 20. Jahrhundert verwüsteten zwei Brände Teile des Schlosses: 1918 brach ein Feuer aus, das mehr als die Hälfte der Dächer und einige Nebengebäude zerstörte; die anschließenden Restaurierungsarbeiten benötigen fast zehn Jahre. 1991 wurden durch einen weiteren Brand die ehemaligen Privaträume Francos vernichtet.
Schloss La Granja dient heute als Museum, in dem umfangreiche Kunstschätze der spanischen Könige zur Schau gestellt werden. Besonders bekannt ist es für seine bedeutenden Gobelins.

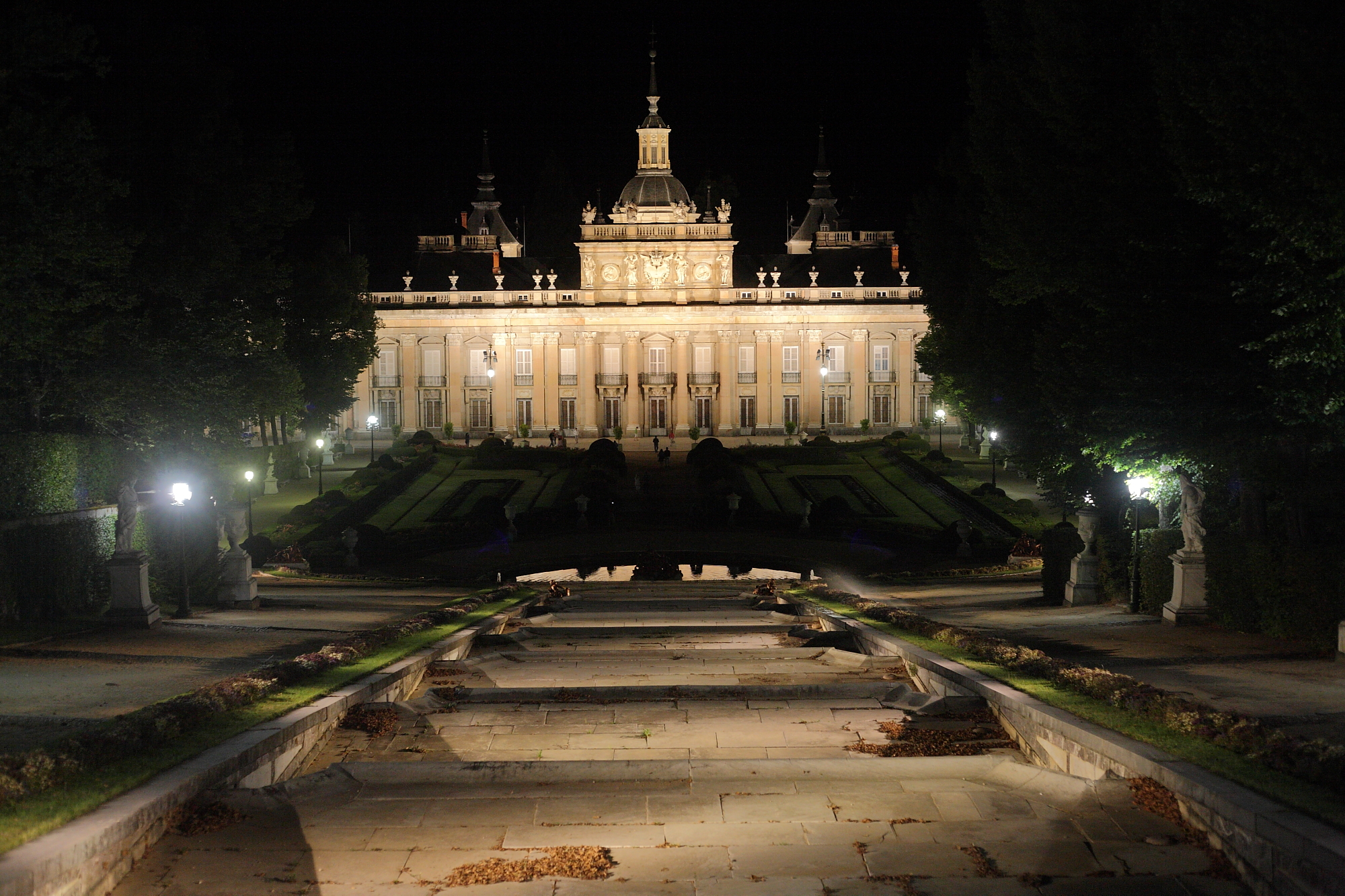
La Granja bei Nacht
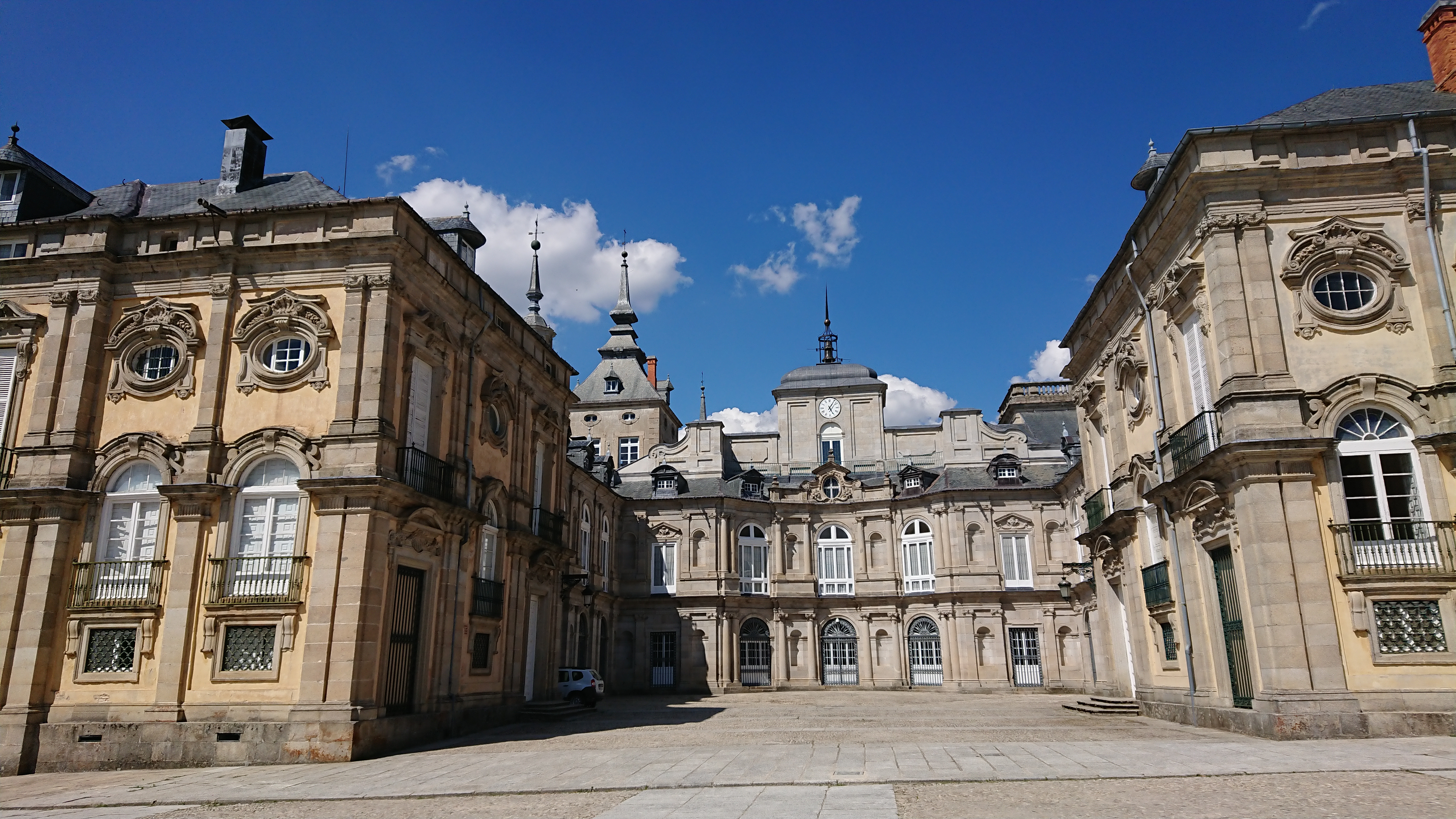
Ehrenhof
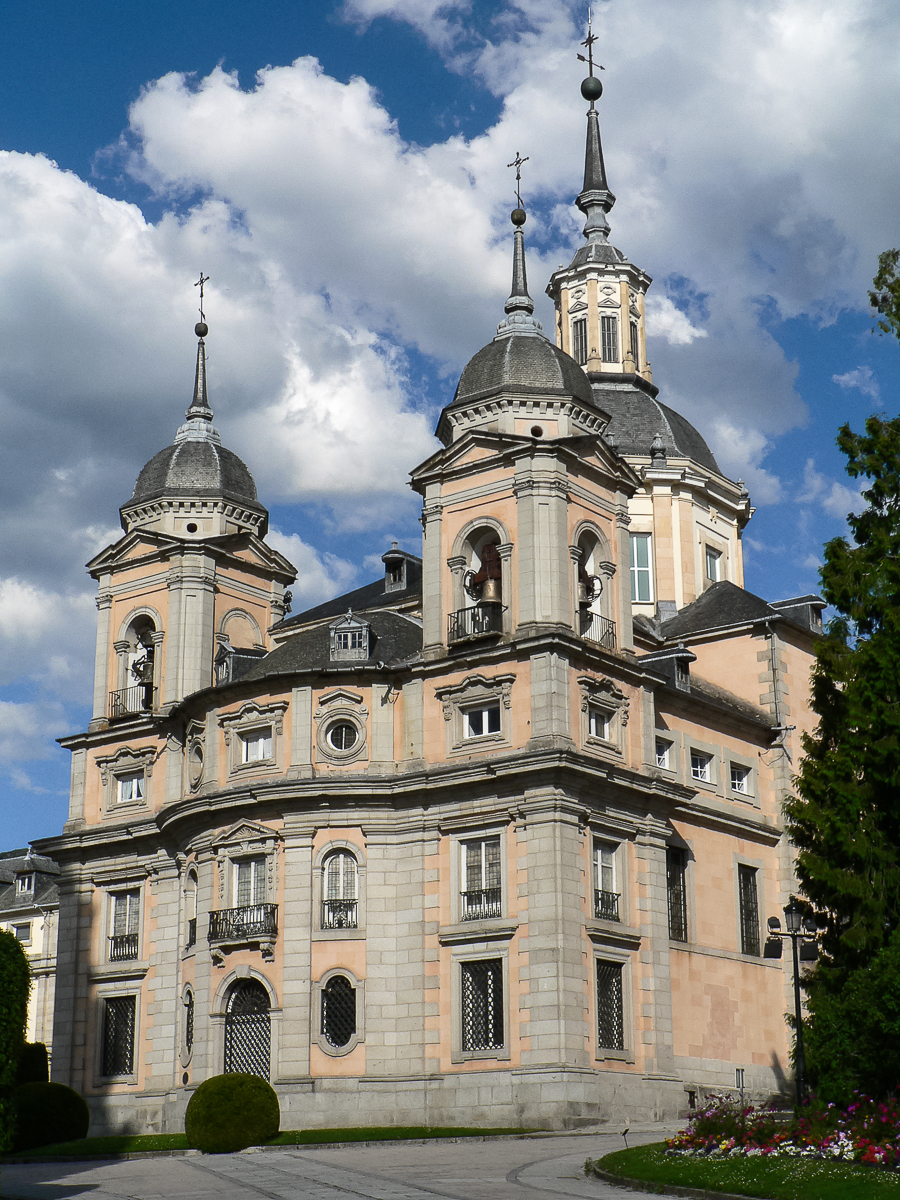
Schlosskirche

## Der Park
Zum Schloss gehört ein 600 Hektar umfassender Schlosspark, der einer der größten Spaniens ist. Auf der Gartenseite des Corps de Logis befindet sich ein mit Hecken abgegrenztes Parterre mit einer großen Kaskade. Die sich anschließenden Bereiche sind in Boskette gegliedert. Ein oberhalb der Wasserbecken gelegener See, El Mar genannt, der als Wasserspeicher dient, liegt in südöstlicher Richtung in einem großen Waldbereich.
Der Barockgarten von La Granja entstand nach dem Vorbild des Parks von Versailles. Der frühere Wasserreichtum der nahe gelegenen Berge gestattete den Betrieb zahlreicher Wasserkünste und der großen Kaskade. Aufgrund der langjährigen Trockenheit in Spanien sind inzwischen einige Becken nicht mehr mit Wasser gefüllt. Zahlreiche neu gepflanzte Bäume sind infolge des Wassermangels erkrankt.
In zwei zusammengelegten Bosketten befindet sich ein 2,7 Hektar großes Wirbellabyrinth, das nach einem Plan von Antoine-Joseph Dézallier d’Argenville um 1725 angelegt wurde.

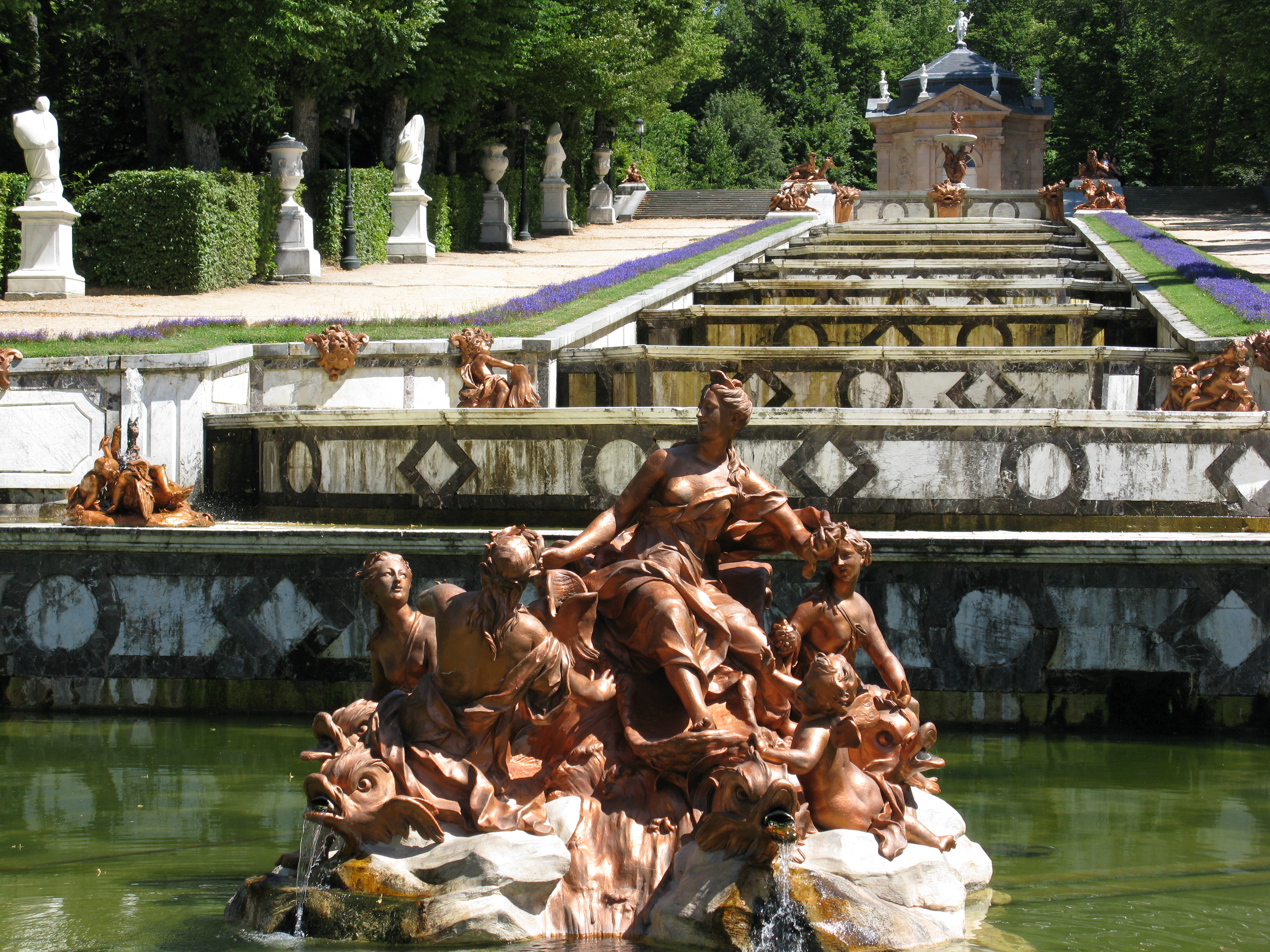
Kaskadenbrunnen
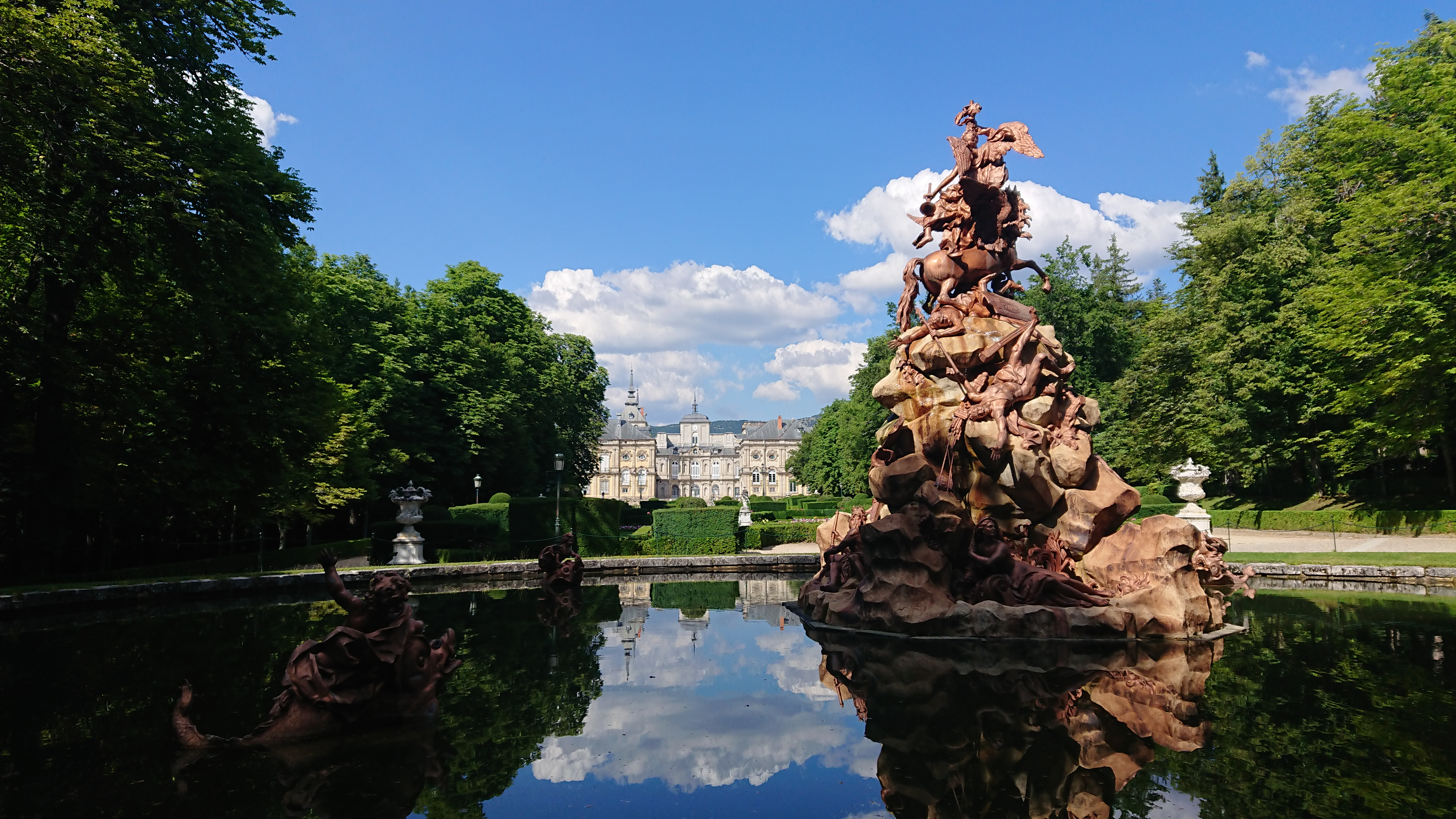
Famabrunnen
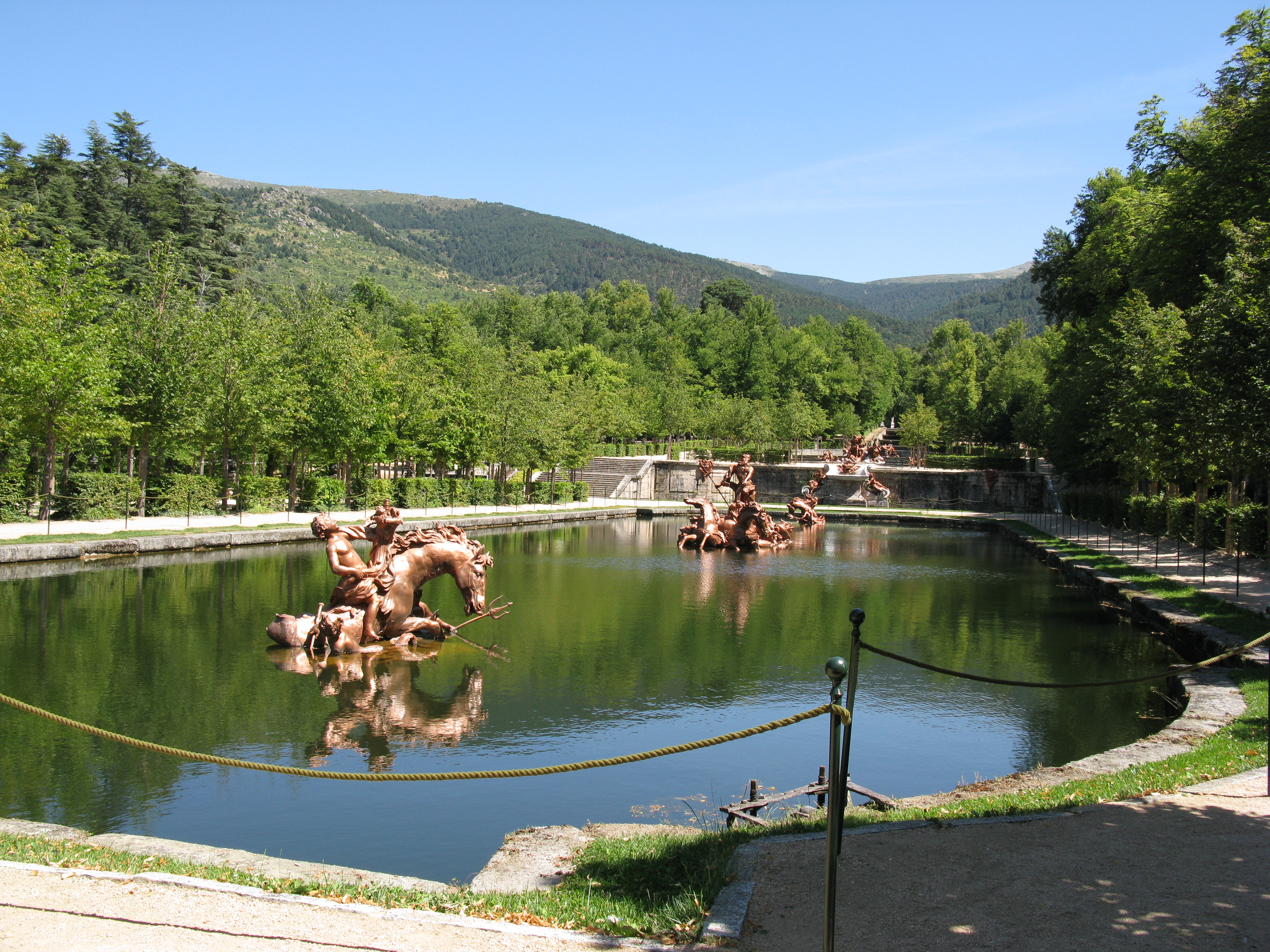
Neptunbrunnen